# Franquicia postal

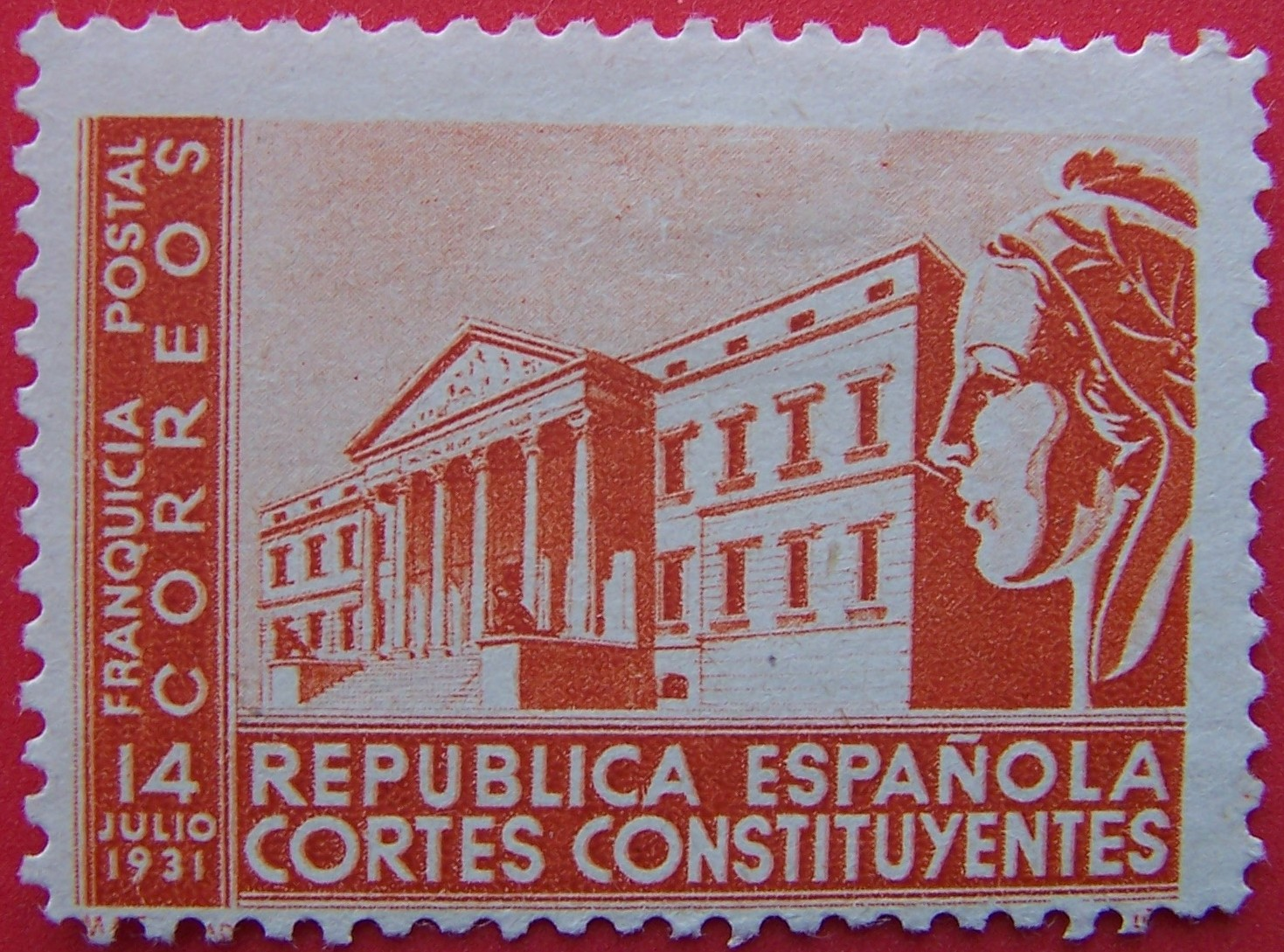
Sello franquicia postal de las Cortes Constituyentes de la Segunda República Española, 1931.

Una franquicia postal consiste en la exención del coste del envío de cartas, tarjetas postales a determinadas administraciones o particulares. Cuando la exención se realiza a militares se habla de franquicia militar.
La franquicia postal constituye un privilegio

## Tipos de franquicias postales
Las franquicias postales suelen ser de dos tipos:
- Nominales: Suelen tener forma de sello y sólo pueden ser utilizadas por el titular; aunque, en tiempo de guerra, puede concederse este derecho a todos los miembros del ejército y, en este caso, suelen tener la forma de sobres especiales en los que figura la unidad a la que pertenece el remitente. En tiempos de paz sólo suele concederse a los carteros honorarios.
- No nominales: Suelen tener la misma forma que un sello de correos y, con frecuencia, son conmemorativas.

## Franquicias postales yfilatelia
Cuando tienen forma de sello de correos, los filatélicos suelen incluirlas en sus colecciones, pero, cuando tienen forma de sello o sobre, no hay consenso sobre si son objetos filatélicos o no.